# モンテカルロへ行こう
『モンテカルロへ行こう』（原題：Nous irons à Monte Carlo）は、1951年に撮影され、1952年に公開されたフランスの音楽コメディ映画。オードリー・ヘプバーンが脇役で出演している。日本未公開。『モンテカルロ・ベイビー』のフランス語版。

## 概要
『モンテカルロへ行こう』はレイ・ヴァンチュラ (Ray Ventura) のほどほど成功した作品『パリへ行こう』(Nous irons à Paris )の続編であった。二か国語で製作されるため、言葉の問題があり、キャストは英語版『モンテカルロ・ベイビー』とは変更になっている。オードリー・ヘプバーンは英語もフランス語も出来たので、両方でキャスティングされた。ただし役名は違う。上映時間も英語版とフランス語版では大きく違う。ヘプバーンの役は、いなくなった自分の赤ちゃんを探す映画スターの役で、登場時間は12分ほどしかない。
オードリー・ヘプバーンがこの作品の撮影中にガブリエル・コレットに見出されて、ブロードウェイの舞台『ジジ』の主役に抜擢された。
日本では劇場未公開のままであるが、ビデオ・LD・DVD・ブルーレイで発売された。

## キャスト
- フィリップ：フィリップ・ルメール(Philippe Lemaire)
- ジャクリーヌ・メイラール：ダニエル・ゴテ
- アントワーヌ：アンリ・ジェーヌ
- マリネット：ジャネット・バティ
- メリッサ・ウォルター：オードリー・ヘプバーン
- パウロ：マルセル・ダリオ
- レイ・ヴァンチュラとその楽団
- マックス：マックス・エロイ
- シャトネー＝メイラール：アンドレ・ルギュエ
- ルディー・ウォルター：ジョン・ヴァン・ドリーレン
- 私立探偵：ジョルジュ・ラン
- ジョニー（赤ん坊）：Y・オリゴ

## エピソード
- オードリー・ヘプバーンは、演じる役は小さいがクリスチャン・ディオールの衣装を何枚も着られることや、撮影は風光明媚なモンテカルロで約1ヶ月かけて行われること、出演料が良かったことで出演依頼が来た時は喜んだ[3][1]。
- この作品は『モンテカルロ・ベイビー』とともに撮影されたので、一方の言語でセリフを言い、改めて感情を込めてもう一方の言語でいうというプロセスによって撮影されたので[3][4]、やがてヘプバーンは疲れてしまったという[4]。
- シドニー＝ガブリエル・コレットは自作『ジジ』のブロードウェイでの上演計画の真っ最中、夫のモーリス・グドケと共にモナコのレーニエ公の招待客としてオテル・ド・パリで過ごしていた[1][3][6]。78歳になったコレットが、車椅子でグドケに押されながらホテルのロビーを通り抜けようとした時、『モンテカルロへ行こう』『モンテカルロ・ベイビー』を撮影中の俳優やスタッフや撮影機材が彼女の通り道をふさぎ、車椅子が電気コードに引っかかった[1][3][6]。ちょうどオードリー・ヘプバーンとマルセル・ダリオのシーンであった[3]。監督のジャン・ボワイエは撮影を邪魔されたので怒っていたが、相手がコレットであると知ると敬意を込めて挨拶し、撮影は一時中断された[1][3]。車椅子からコードが剥がされている間、コレットは出演者の後ろの方にいた女の子を見て夫に言った「ごらん！私のジジがいるわ！」[1][4]。
- コレットがヘプバーンを呼び出し、ジジを演じて欲しいと頼むと、ヘプバーンは感謝しつつも謙虚に誠実に「ごめんなさいマダム、でも無理ですの。私には出来そうもありません。演技ができませんもの。舞台でセリフを言ったことがありません。」と述べた[4][5]。コレットはヘプバーンを説得し、ロンドンで脚本家やプロデューサーの面接を受け、ジジ役に決定した[1][4][5]。これがヘプバーンをスターに押し上げることとなった。
- のちにコレットは「自分で創り出した作中人物が生身の人間となって突然現れることを予期する作家がいるだろうか？ところが現実にそれが起きたのだ。この名前も知らない若い娘は私のジジそのものだった！」と述べている[1][5]。
- ヘプバーンのマネージャー役のマルセル・ダリオは後に『麗しのサブリナ』『おしゃれ泥棒』でヘプバーンと再共演する[2]。

## 備考
- 日本版のDVDやブルーレイではジャケットの出演者にマルティーヌ・キャロルが載っているが、IMDbやオールムービーではマルティーヌ・キャロルで調べても、作品で調べて端役まで見ても、彼女がこの作品に出演している記録はない。
- オードリー・ヘプバーンの役は脇役であるが、ビデオ・LD・DVD・ブルーレイ、それぞれのジャケットにはタイトルの前に小さく「オードリー・ヘップバーンの」と書かれている。しかしLDジャケットの背や天では単に『モンテカルロへ行こう』とだけ書かれている[7]。

## 楽曲
- “Tout Mais Pas Ça”「全部ダメ」

　楽団に誤って紛れ込んだ赤ちゃん（実はメリッサとルディーの子供）の職業が何がいいかを楽団員で話している時に様々なアイデアが出るも、「ダメダメ、全部ダメ」と楽団員で歌われる曲。
- “Oui Mon Amour”「愛しの君よ」

　フィリップとジャクリーンの海辺でのデートと、赤ちゃんをあやす楽団員のシーンが交互に出て来て歌われる。
- “Si La Brise...”「そよ風にも…」

　船上のルディーの前で楽団員が演奏することになった時に歌われる。ルディーは楽団員を見ている時に、メリッサ（ヘプバーン）が赤ちゃんをあやしながらアイロンがけをする姿を妄想する。